# Паликоровівська сільська рада
Паликоровівська сільська рада — орган місцевого самоврядування у Бродівському районі Львівської області. Адміністративний центр — село Паликорови.

## Загальні відомості
Паликоровівська сільська рада утворена в 1939 році.

## Населені пункти
Сільській раді підпорядковані населені пункти:
- с. Паликорови
- с. Кутище
- с. Яснище

## Склад ради
Рада складається з 14 депутатів та голови.

### Керівний склад ради
| ПІБ                          | Основні відомості                                                                     | Дата обрання | Дата звільнення |
| ---------------------------- | ------------------------------------------------------------------------------------- | ------------ | --------------- |
| Данчук Богдан Володимирович  | Сільський голова, 1971 року народження, член Всеукраїнського об'єднання «Батьківщина» | 26.03.2006   | 31.10.2010      |
| Паталій Михайло Іванович     | Сільський голова, 1948 року народження, освіта вища, член Народної партії             | 31.10.2010   | 2015            |
| Вербіцька Наталія Степанівна | Сільський голова                                                                      | 2015         |                 |

Примітка: таблиця складена за даними джерела